# 2012年ロンドンオリンピックのサウジアラビア選手団
2012年ロンドンオリンピックのサウジアラビア選手団（2012ねんロンドンオリンピックのサウジアラビアせんしゅだん）は、2012年7月27日から8月12日にかけてイギリスの首都ロンドンで開催された2012年ロンドンオリンピックのサウジアラビア選手団、およびその競技結果。

## 概要
今大会は銅メダル1個を獲得した。
今回のオリンピックには、サウジアラビア初の女性選手が出場した。

## 選手団
- 人員: 選手 18人
- 開会式旗手: スルタン・ムバラク・ダウーディ

## メダル
| メダル | 選手名 | 競技 | 種目         | 日付（現地） |
| ------ | --- | ---- | ------------ | ------------ |
| 銅     | アブドゥッラー・ビン・ムタイブ・アール・サウード カマル・バハムダン ラムジ・アル・ドゥハミ アブドゥラ・ワリード・シャーバトリー | 馬術 | 障害飛越団体 | 8月8日       |

## 種目別選手・スタッフ名簿及び成績

### 陸上競技
- アリ・アハメド・アムリ（男子3000m障害）8分26秒22 予選敗退
- Moukheld Al-Outaibi
  - （男子5000m）13分31秒47 予選敗退
  - （男子10000m）28分7秒25
- Hussain Jamaan Alhamdah（男子5000m）14分0秒43 予選敗退
- Abdullah Abdulaziz Aljoud（男子5000m）14分11秒12 予選敗退
- ユーセフ・マスラヒ（男子400m）45秒91 準決勝敗退
- Abdulaziz Ladan Mohammed（男子800m）1分48秒98 準決勝敗退
- Emad Noor（男子1500m）3分42秒95 予選敗退
- ムハンマド・シャウィーン（男子1500m）3分43秒39 準決勝敗退
- スルタン・ムバラク・ダウーディ（男子円盤投げ）59.54m 予選敗退
- Sarah Attar（女子800m）2分44秒95 予選敗退

### 馬術
- Ramzy Al-Duhami（障害飛越個人）決勝ラウンドA敗退
- HRH Prince Abdullah Al-Saud（障害飛越個人）決勝ラウンドA敗退
- カマル・バハムダン（障害飛越個人）4位
- Abdullah Waleed Sharbatly（障害飛越個人）2次予選敗退
- 障害飛越団体 銅メダル獲得
  - Ramzy Al-Duhami
  - HRH Prince Abdullah Al-Saud
  - カマル・バハムダン
  - Abdullah Waleed Sharbatly

### 柔道
- エイサ・マジラシ（男子60kg級）第3回戦敗退
- ウォジダン・シャハルハニ（女子78kg超級）第1回戦敗退

### 射撃
- Majed Al-Tamimi（男子クレー・スキート）予選敗退

### ウエイトリフティング
- Abbas Al-Qaisoum（男子94kg級）15位